# Tsimliansk
Tsimliansk (en rus: Цимлянск) és una ciutat de l'óblast de Rostov, a Rússia, segons el cens rus del 2021 tenia 14.731 habitants. És la capital del districte homonim. Es troba a 236 km al nord-est de Rostov del Don.

## Història
La vila fou fundada el 1672 amb el nom d'Ust-Tsimlà pels cosacs del Don. Fins al 1950 fou coneguda com l' stanitsa de Tsimliànskaia. Entre 1950 i 1952 l'stanitsa fou canviada d'emplaçament per la construcció de la planta hidroelèctrica del llac Tsimliansk. El 1961 rebé l'estatus de ciutat i el seu nom actual.